# Кумлас
Кумлас — река в России, протекает в Сысольском районе Республики Коми.
Вытекает из болота Кумлас, течёт в основном на юг по лесистой, болотистой местности. Крупных притоков и населённых пунктов на берегах не имеет. Устье реки находится в 3 км по левому берегу реки Видзью. Длина реки составляет 29 км.

## Данные водного реестра
По данным государственного водного реестра России относится к Двинско-Печорскому бассейновому округу, водохозяйственный участок реки — Вычегда от истока до города Сыктывкар, речной подбассейн реки — Вычегда. Речной бассейн реки — Северная Двина.
Код объекта в государственном водном реестре — 03020200112103000019485.